# Зайсан (аэропорт)
«Зайсан» — аэропорт города Зайсана в Казахстане.
Аэродром Зайсан 3 класса, способен принимать воздушные суда Ан-24, Ан-26, Як-40 и более лёгкие, а также вертолёты всех типов. Аэропорт обслуживает полёты только внутри страны.